# 칸나 (식물)

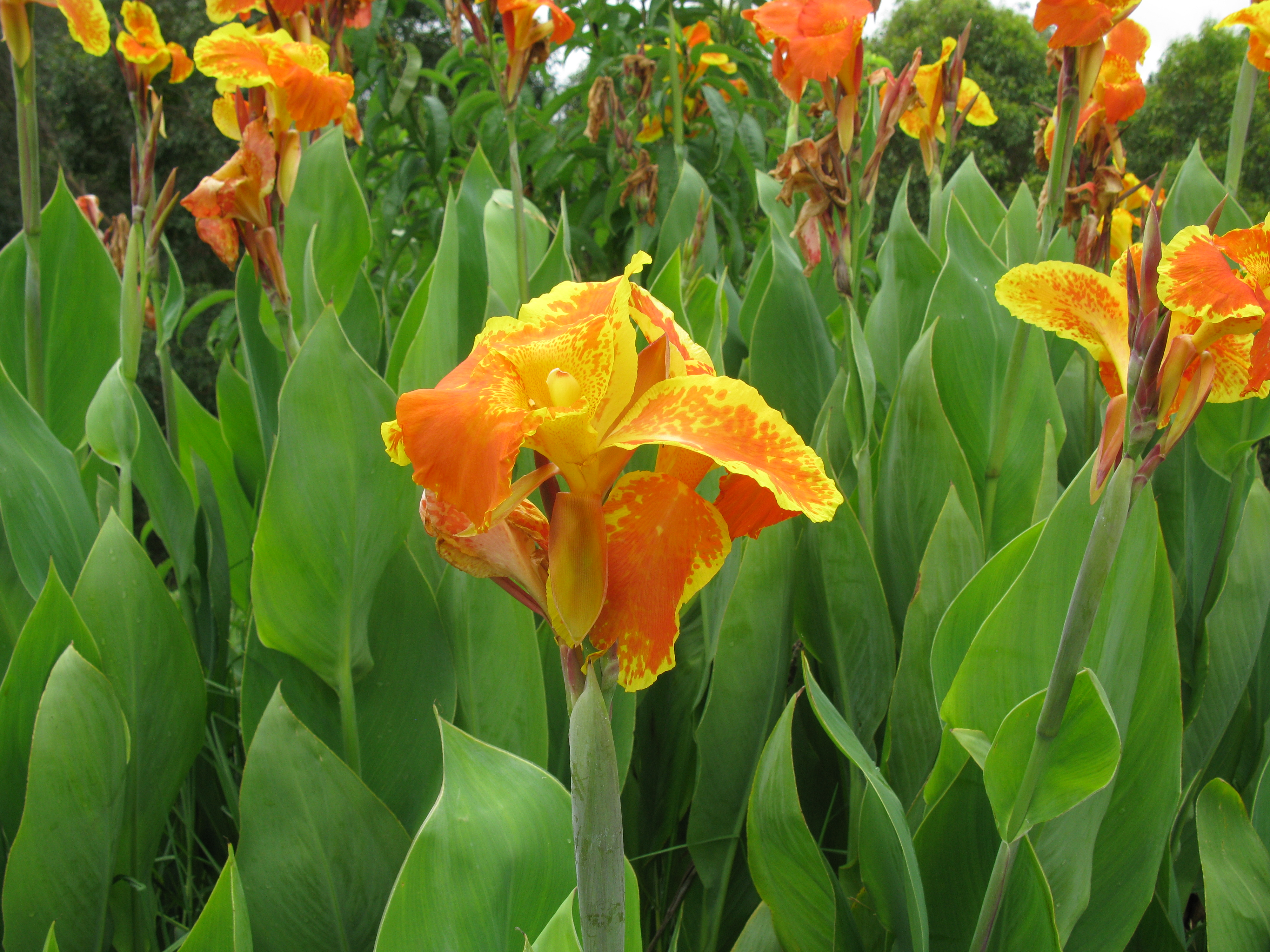
칸나

칸나(canna), 홍초(紅草) 또는 담화(曇華)는 칸나과 칸나속의 잡종 식물이다. 학명은 Canna x generalis이다. 인도·말레이시아 등 열대 아시아가 원산으로 여러해살이풀이다. 현재 칸나라고 불리는 것은 아시아·아프리카·아메리카의 열대에 자생하는 많은 원종에서 개량된 원예종으로 100종 이상의 품종이 있다. 잎은 파초와 비슷하고, 높이는 80-150cm이며, 잎은 녹색 또는 구릿빛을 띤다. 꽃은 6월부터 서리가 내릴 때까지 꽃줄기에 총상꽃차례로 달리며 백색·홍색·적색·등황색·황색 꽃이 계속 핀다. 꽃꽂이용으로는 적당하지 않지만 개화기가 길므로 여름에서 가을까지 화단에 심는다.
추위에 약하지만 성질이 아주 강하며, 햇볕과 배수만 좋으면 잘 자란다. 4월 중순·하순에 지난해의 뿌리줄기를 파서 가위로 2-3눈씩 분할하여 심는다. 깊이 30cm의 구멍을 70-80cm 간격으로 파서 밑거름으로 퇴비·깻묵·초목회를 흙과 잘 섞고 그 위에 뿌리줄기를 놓은 다음, 흙을 10cm 정도 덮는다. 발아 후에는 생육에 따라 화성비료를 웃거름으로 준다. 시들면 잘라내고 두께 30cm 정도 흙을 덮은 다음, 가마니로 덮고 월동시켜도 되지만, 중부 이북에서는 뿌리줄기를 캐내어 따뜻한 곳에 묻어 저장한다.